# دانيال كينيدي
دانيال كينيدي (بالبرتغالية: Daniel Kenedy‏) هو لاعب كرة قدم ومدرب كرة قدم غيني بيساوي في مركزي الوسط والدفاع، ولد في 18 فبراير 1974 في بيساو في غينيا بيساو. شارك مع منتخب البرتغال تحت 21 سنة لكرة القدم ومنتخب البرتغال تحت 23 سنة لكرة القدم. أما مع النوادي، فقد لعب مع أكاديميكا كويمبرا وإستريلا دا أمادورا وإيرغوتيليس وباريس سان جيرمان وسبورتينغ براغا ونادي أبويل ونادي ألباسيتي ونادي بنفيكا ونادي بورتو ونادي ماريتيمو.

## وصلات خارجية
- دانيال كينيدي على موقع الاتحاد الدولي (مؤرشف)  (الإنجليزية)
- دانيال كينيدي على موقع الاتحاد الأوربي (الإنجليزية)
- دانيال كينيدي على موقع قاعدة بيانات كرة القدم.إي يو (الإنجليزية)
- دانيال كينيدي على موقع Soccerway.com (الإنجليزية)
- دانيال كينيدي على موقع عالم كرة القدم.نت (الإنجليزية)
- دانيال كينيدي على موقع أوليمبيديا (الإنجليزية)